# 2925 Beatty
2925 Beatty è un asteroide della fascia principale. Scoperto nel 1978, presenta un'orbita caratterizzata da un semiasse maggiore pari a 2,3849898 UA e da un'eccentricità di 0,1925479, inclinata di 2,21793° rispetto all'eclittica.